# Comuna de Wietrzychowice
Wietrzychowice (polaco: Gmina Wietrzychowice) é uma gminy (comuna) na Polónia, na voivodia de Pequena Polónia e no condado de Tarnowski. A sede do condado é a cidade de Wietrzychowice.
De acordo com os censos de 2004, a comuna tem 4211 habitantes, com uma densidade 86,7 hab/km².

## Área
Estende-se por uma área de 48,58 km², incluindo:
- área agrícola: 76%
- área florestal: 9%

## Demografia
Dados de 30 de Junho 2004:
|                      | Total   | Total | Mulheres | Mulheres | Homens  | Homens |
| -------------------- | ------- | ----- | -------- | -------- | ------- | ------ |
|                      | pessoas | %     | pessoas  | %        | pessoas | %      |
| População            | 4211    | 100   | 2137     | 50,7     | 2074    | 49,3   |
| Densidade (pop./km²) | 86,7    | 100   | 44       | 44       | 42,7    | 42,7   |

De acordo com dados de 2002, o rendimento médio per capita ascendia a 1226,84 zł.

## Subdivisões
- Demblin, Jadowniki Mokre, Miechowice Małe, Miechowice Wielkie, Nowopole, Pałuszyce, Sikorzyce, Wietrzychowice, Wola Rogowska.

## Comunas vizinhas
- Gręboszów, Koszyce, Opatowiec, Radłów, Szczurowa, Żabno